# Distretto di Aïn Touta
Il distretto di Aïn Touta è un distretto della provincia di Batna, in Algeria, con capoluogo Aïn Touta.

## Comuni
Il distretto comprende i seguenti comuni:
- Aïn Touta
- Ben Foudhala El Hakania
- Maafa
- Ouled Aouf